# Anne Becker
Anne Becker (8 de junio de 1989) es una deportista alemana que compitió en remo. Ganó dos medallas en el Campeonato Europeo de Remo, en los años 2013 y 2014.

## Palmarés internacional
| Campeonato Europeo | Campeonato Europeo | Campeonato Europeo | Campeonato Europeo |
| Año                | Lugar              | Medalla            | Prueba             |
| ------------------ | ------------------ | ------------------ | ------------------ |
| 2013               | Sevilla (España)   | Medalla de plata   | Ocho con timonel   |
| 2014               | Belgrado (Serbia)  | Medalla de bronce  | Ocho con timonel   |